# Marina Schuck

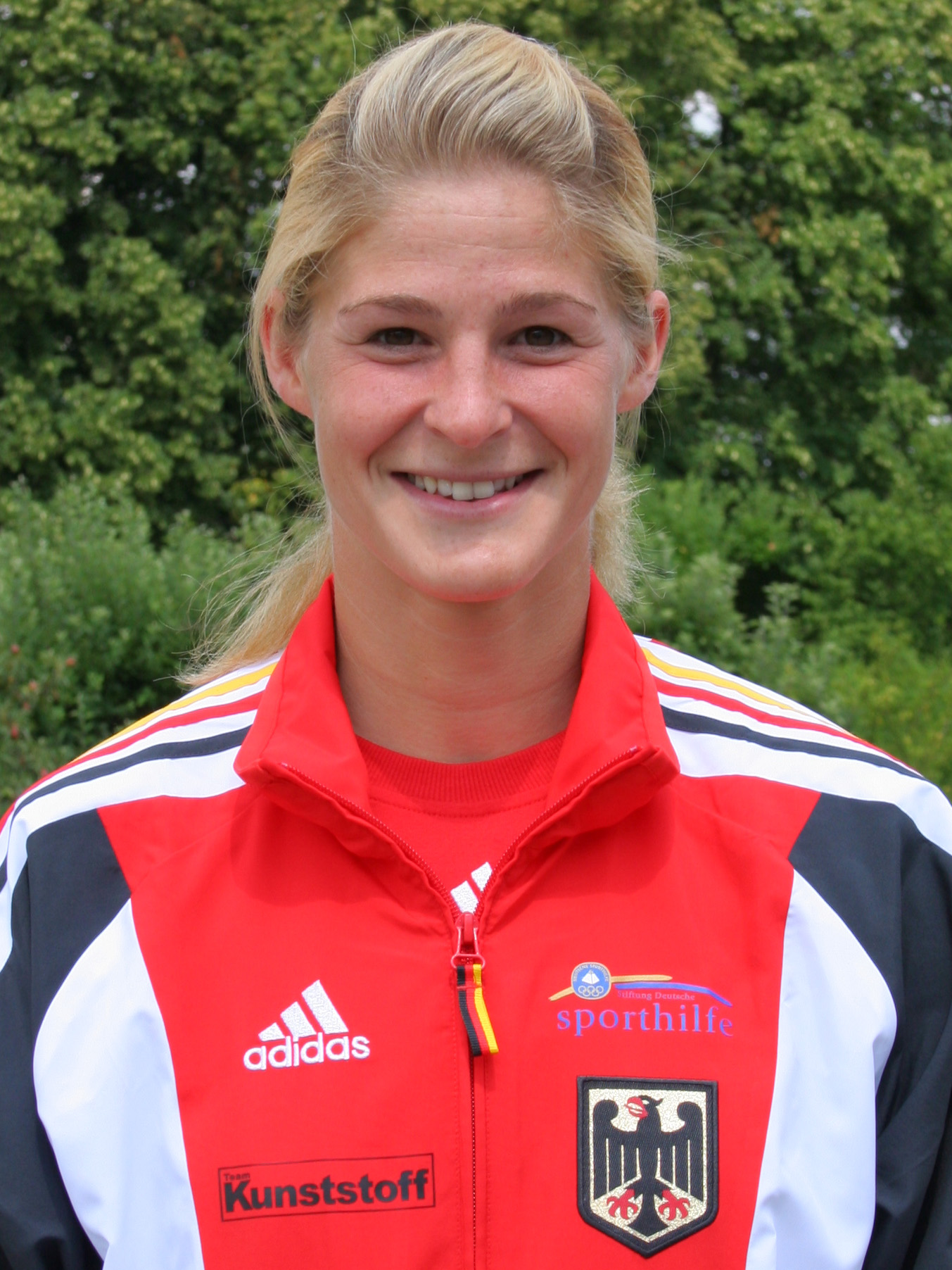
Marina Schuck

Marina Schuck (* 13. Februar 1981 in Grimma) ist eine deutsche Kanutin.
Marina Schuck, Tochter des Kanu-Olympiasiegers Alexander Schuck und Cousine von Anett Schuck, ist Studentin des Wirtschaftsingenieurwesens an der Universität Leipzig. Sie startet für den SC DHfK Leipzig und wird von Kay Vesely trainiert. Die Kanurennsportlerin gehört zum deutschen A-Kader. Bei den Europameisterschaften 2007 wurde sie mit dem Vierer-Kajak über 1000 m Zweite, bei den Kanurennsport-Weltmeisterschaften 2007 in Duisburg in derselben Klasse und über dieselbe Distanz mit Gesine Ruge, Friederike Leue und Judith Hörmann Dritte. Bei den Europameisterschaften 2008 gewann sie Bronze.
Bei der internen Qualifikation um die Position als Ersatzfahrerin für die Olympischen Sommerspiele 2008 in Peking musste Schuck sich Conny Waßmuth geschlagen geben, wurde aber wegen des Ausfalls von Carolin Leonhardt nachnominiert.